# Stridsskola Nord

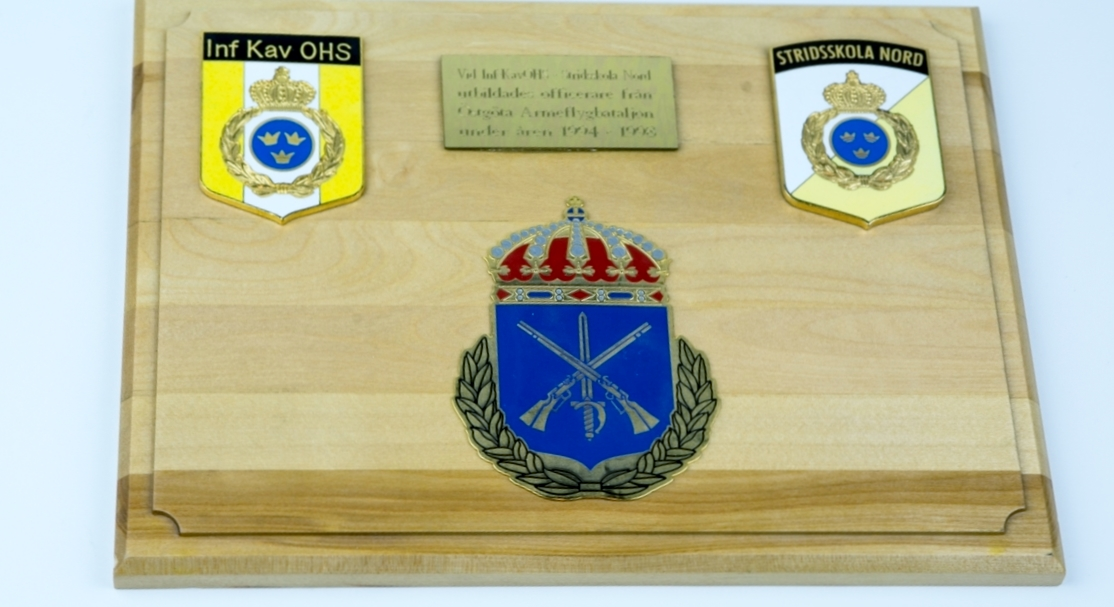
Plakett med skolans olika heraldiska vapen.

Stridsskola Nord (SSN) var en armégemensam fack- och funktionsskola inom svenska armén som verkade i olika former åren 1870–1998. Förbandsledningen var förlagd i Umeå garnison, Umeå.

## Historik
Stridsskola Nord har sitt ursprung i Kavalleriets underbefälsskola vilken bildades 1870 i Stockholm. Skolan kom genom åren 1870–1915 att omorganiseras och med det byta namn ett antal gånger, år 1881 Kavalleriets volontärsskola, år 1887 Kavalleriskolan, år 1903 Kavalleriets officersvolontärsskola. Den 14 oktober 1914 organiserades skolan som Kavalleriets officersaspirantskola (KavOAS). Den 28 september 1945 omorganiserades skolan till Kavalleriets kadettskola (KavKS). Den 1 januari 1962 omorganiserades skolan till Kavalleriets kadett- och aspirantskola (KavKAS). Den 1 juli 1980 gick skolan in i en provisorisk organisation, som officershögskola för kavalleriet. För att den 1 juni 1981 organiseras som Infanteriets och kavalleriets officershögskola (Inf/KavOHS), vid samma tidpunkt underställdes skolan administrativt Västerbottens regemente (I 20/Fo 61). Skolan blev därmed en gemensam officershögskola för de norrländska infanteri- och kavalleriförbanden. Den 1 juli 1991 omorganiserades skolan till Infanteriets och kavalleriets stridsskola (Inf/KavSS). Skolan avskildes därmed från Västerbottens regemente (I 20/Fo 61) och blev tillsammans med Infanteriets officershögskola (InfOHS), Infanteriets stridsskola (InfSS) en del av Arméns infanteri- och kavallericentrum (InfKavC).
Den 30 juni 1995 sammanfördes Arméns infanteri- och kavallericentrum (InfKavC) och Arméns pansarcentrum (PaC) och bildade den 1 juli 1995 det truppslagscentrumet Arméns brigadcentrum (BrigC). I samband med denna omorganisation kom Infanteriets och kavalleriets stridsskola (Inf/KavSS) att bilda Stridsskola Nord (SSN) i Umeå, medan Infanteriets officershögskola (InfOHS) och Infanteriets stridsskola (InfSS) sammanfördes och bildade Stridsskola Mitt (SSM) i Borensberg.
Genom skolutredning "En samordnad militär skolorganisation" (SOU 1997:112), vilken utredde ett nytt militärt skolsystem, som regeringens utredningsman genomförde i samverkan med Försvarsmakten och Försvarshögskolan, föreslog skolutredningen att Stridsskola Nord (SSN) skulle upplösas och avvecklas. I regeringens proposition 1997/98:1 utgiftsområde 6, instämde regeringen i skolutredningen förslag angående Stridsskola Nord (SSN). Bakgrunden till förslaget var att varken Stridsskola Nord (SSN) eller Stridsskola Mitt var lokaliserade till eller i närheten av ett brigadproducerande förband.
Dock så hade regeringen i sin proposition inför försvarsbeslutet 1996, föreslagit för riksdagen att två brigader, som stod för stödproduktion till de två skolorna, skulle upplösas och avvecklas. Lapplandsbrigaden (NB 20) i Umeå skulle upplösas till förmån för Fältjägarbrigaden (NB 5) i Östersund. Och Livgrenadjärbrigaden (IB 4) i Linköping skulle upplösas till förmån för Dalabrigaden (NB 13).
Skolutredning ansåg dock att det fanns ett behov av stridsutbildning under vinterförhållanden. Och hade i sitt förslag föreslagit att omlokalisera Stridsskola Nord (SSN) till Boden alternativt Östersund, eller inordna utbildningen som en underavdelning till en ny Brigadskola. Där underavdelningen då skulle lokaliseras till Boden. Utredningen ansåg att Bodens garnisonens faciliteter och allsidighet skulle ge många positiva fördelar för utbildningsverksamheten. Därav kom utredningen föreslå för regeringen att en vinterenhet skulle förläggas till Boden.
Stridsskola Nord (SSN) upplöstes och avvecklades den 31 december 1998. Från den 1 januari 1999 omlokaliserades delar av skolan till Boden, där den samlokaliserades med Norrbottens regemente och Norrbottensbrigaden (MekB 19). I Boden organiserades den nya enheten som Markstridsskola Boden (MSS Boden) och utgjorde ett detachement till Markstridsskolan (MSS). Från den 1 juli 2000 överfördes MSS Boden till Norrbottens regemente (I 19) och tilldelades namnet Utvecklingsenhet Vinter, med uppgift att samordna och utveckla vinterutbildningen med övriga Norrlandsförband. År 2004 skapas Försvarsmaktens vinterenhet (FMVE) under Norrbottens regemente med ledning och funktionsavdelning i Boden, med en utbildningsavdelning i Arvidsjaur med uppgiften att samordna och utveckla Försvarsmaktens vinterförmåga.

## Verksamhet
Vid Stridsskola Nord utbildades elever från Jämtlands fältjägarregemente (I 5), Dalregementet (I 13), Norrbottens regemente (I 19/P 5), Västerbottens regemente (I 20), Västernorrlands regemente (I 21), Lapplands jägarregemente (I 22), Livgardets dragoner (K 1), Livregementets husarer (K 4), Norrlands dragonregemente (K 4) samt Arméflyget.

## Förläggningar och övningsplatser
När skolan bildades 1870 kom den att samlokaliseras med Livgardet till häst (K 1) vid Kvarteret Krubban på Storgatan 35-49 i Stockholm. Från den 28 augusti 1881 flyttades skolan till Livregementets dragoner (K 2) vid Djurgårdsbrunnsvägen 34 i Stockholm. Den 1 mars 1907 flyttades skolan till Norrlands dragonregemente (K 8) vid Skolgatan 57 i Umeå. Den 2 april 1912 flyttades skolan till det läger i Ränneslätt som Smålands husarregemente (K 4) tidigare varit förlagda till. Den 10 oktober 1927 flyttades skolan till Skövde garnison, där de blev samlokaliserade med Livregementets husarer (K 3) på Heden. I Skövde blev skolan kvar fram till den 1 september 1958, då skolan åter förlades till Norrlands dragonregemente (K 4) vid Skolgatan 57 i Umeå. Den 1 september 1966 flyttades skolan till Hissjövägen, och samlokaliserades med Västerbottens regemente. Efter att skolan upplöstes den 31 december 1998, kom delar av skolan att förläggas till Norrbottensvägen 3 i Boden.

## Heraldik och traditioner
Den 17 november 1987 fastställdes "Coburger marsch" (Michael Haydn) som förbandsmarsch till Infanteriets och Kavalleriets officershögskola. Marschen hade varit förbandsmarsch för ett österrikiskt kejserligt infanteriregemente och för ett preussiskt kavalleriregemente.  Marschen övertogs av 1995 av Stridsskola Nord. Efter att Stridsskola Nord avvecklades övertogs den av Markstridsskolan, som sedan den 22 mars 1999 använder marschen som traditionsmarsch.

### Utmärkelsetecken
Vid skolan instiftades Stridsskola Nords förtjänstmedalj i guld (KHSHKGM).

## Förbandschefer
- 1870–1884: ???
- 1884–1885: Gustaf von Platen
- 1885–1906: ???
- 1906–1907: Ryttmästare Fredrik Strömfelt
- 1907–1913: ???
- 1913–1914: Axel Ahnström
- 1914–1916: ???
- 1916–1918: Axel Braunerhjelm
- 1918–1937: ???
- 1937–1939: Claës Peyron
- 1939–1940: Stig Roempke
- 1940–1950: ???
- 1950–1954: Bengt Ljungquist
- 1954–1958: ???
- 1958–1959: Berthold Dieden
- 1959–1981: ???
- 1981–1983: Olof Forsgren
- 1983–198?: Överste Per-Erik Ritzén
- 198?–1991: ???
- 1991–1993: Överstelöjtnant Anders Kihl
- 1993–1994: Överste Tomas Bornestaf
- 1995–1997: Överste Claes Ljunggren
- 1997–1998: ???

## Namn, beteckning och förläggningsort
| Kavalleriets underbefälsskola                  | 1870-??-?? | – | 1881-??-?? |
| Kavalleriets volontärsskola                    | 1881-??-?? | – | 1887-??-?? |
| Kavalleriskolan                                | 1887-??-?? | – | 1903-??-?? |
| Kavalleriets officersvolontärsskola            | 1903-??-?? | – | 1914-10-13 |
| Kavalleriets officersaspirantskola             | 1914-10-14 | – | 1945-09-27 |
| Kavalleriets kadettskola                       | 1945-09-28 | – | 1961-12-31 |
| Kavalleriets kadett- aspirantskola             | 1962-01-01 | – | 1981-05-31 |
| Infanteriets och Kavalleriets officershögskola | 1981-06-01 | – | 1991-06-30 |
| Infanteriets och kavalleriets stridsskola      | 1991-07-01 | – | 1995-06-30 |
| Stridsskola Nord                               | 1995-07-01 | – | 1998-12-31 |

| KavOAS     | 1914-10-14 | – | 1945-09-27 |
| KavKS      | 1945-09-28 | – | 1961-12-31 |
| KavKAS     | 1962-01-01 | – | 1981-05-31 |
| Inf/KavOHS | 1981-06-01 | – | 1991-06-30 |
| InfKavSS   | 1991-07-01 | – | 1995-06-30 |
| SSN        | 1995-07-01 | – | 1998-12-31 |

| Stockholms garnison/Storgatan (F)         | 1870-??-?? | – | 1881-02-27 |
| Stockholms garnison/Djurgårdsbrunnsv. (F) | 1881-02-28 | – | 1907-02-28 |
| Umeå garnison/Skolgatan (F)               | 1907-03-01 | – | 1912-04-01 |
| Ränneslätt (F)                            | 1912-04-02 | – | 1927-10-09 |
| Skövde garnison/Heden (F)                 | 1927-10-10 | – | 1958-08-31 |
| Umeå garnison/Skolgatan (F)               | 1958-09-01 | – | 1966-08-31 |
| Umeå garnison/Hissjövägen (F)             | 1966-09-01 | – | 1998-12-31 |